# Graça Aranha
José Pereira da Graça Aranha (São Luís, 21 de junho de 1868 — Rio de Janeiro, 26 de janeiro de 1931) foi um escritor e diplomata brasileiro, e um imortal da Academia Brasileira de Letras, considerado um autor pré-modernista no Brasil, sendo um dos organizadores da Semana de Arte Moderna de 1922. A publicação do romance Canaã foi um dos grandes marcos para o nacionalismo e o pré-modernismo em especial, nos anos 1902 e 1922.
Devido aos cargos que ocupou na diplomacia brasileira em países europeus, ele esteve a par dos movimentos vanguardistas que surgiam na Europa, tendo tentado introduzi-los, à sua maneira, na literatura brasileira, rompendo assim com a Academia Brasileira de Letras em 1924.

## Biografia
Filho de Temístocles da Silva Maciel Aranha e uma das filhas do Barão de Aracati, Maria da Glória de Alencastro Graça, cresceu em meio a uma família abastada do Maranhão.
Graça Aranha se graduou em direito pela Faculdade do Recife e exerceu cargos na magistratura e na carreira diplomática. Como diplomata, serviu em Londres, com Joaquim Nabuco, e foi ministro na Noruega, Holanda e na França, onde se aposentou.
Assumiu o cargo de juiz de direito no Rio de Janeiro, ocupando depois a mesma função em Porto do Cachoeiro (hoje Santa Leopoldina), no Espírito Santo. Nesse município ele buscou elementos necessários para criar sua obra mais importante, Canaã. Esta é um marco do chamado pré-modernismo, publicada em 1902, junto com a obra Os Sertões, de Euclides da Cunha.
Graça Aranha apresentou uma visão filosófica e artística assimilada de fontes muito diferentes e às vezes contraditórias.
A 17 de julho de 1919, foi agraciado com o grau de Comendador da Ordem Militar de Sant'Iago da Espada; a 1 de março de 1920, foi agraciado com o grau de Comendador da Ordem Militar de Cristo, ambos das ordens honoríficas portuguesas.
Participou da Semana de Arte Moderna de 1922, sendo um dos seus organizadores, quando pronunciou o texto A Emoção Estética na Arte Moderna, defendendo uma arte, uma poesia e uma música renovadas com algo do "Espírito Novo" apregoado por Apollinaire.[carece de fontes?] Rompe com a Academia Brasileira de Letras em 1924, a qual acusou de passadista e dotada de total imobilismo literário. Ele chegou a declarar "Se a Academia se desvia desse movimento regenerador, se a Academia não se renova, morra a Academia!"
Encontra-se colaboração da sua autoria na revista luso-brasileira Atlantida (1915-1920).

## Amor e convenção

#### Casamento tradicional
Graça Aranha casou-se com Maria Genoveva de Araújo ainda jovem, em um contexto típico da elite brasileira do final do século XIX. Maria Genoveva também era natural do Maranhão e o casamento uniu duas famílias de prestígio social. A união foi formal e duradoura, ao menos em termos legais. O casal teve pelo menos uma filha, Heloísa Graça Aranha, que nasceu em 1892.
Posteriormente, Graça Aranha teve um relacionamento amoroso com Nazareth Prado, mesmo ambos sendo casados com outras pessoas. Cartas trocadas entre Graça Aranha e Nazareth Prado entre 1911 e 1927 foram publicadas no livro "Cartas de amor" em 1935, após a morte do escritor. Em 1928, Graça Aranha e Nazareth Prado passaram a viver juntos.

#### Cartas de amor
O escritor conheceu Nazaré Prado, que era irmã de Paulo Prado, por volta de 1904, após retornar ao Brasil de uma missão diplomática na Europa. Na época, Nazaré era casada com Oduvaldo Pacheco e Silva. Apesar das convenções sociais, os dois iniciaram um relacionamento amoroso que perdurou por mais de duas décadas, até a morte do escritor em 1931. O casal teve quatro filhos: Almira, Eduardo, Helena Graça Aranha e Theomístócoles da Graça Aranha. Sendo que Almira e Eduardo faleceram ainda na infância. Helena se tornou médica e Theomístócoles advogado.
Paulo Prado teve papel importante na construção da Semana da Arte Moderna de 1922. O vínculo com Maria Genoveva e por extensão com a família Prado facilitou a aproximação de Graça Aranha com os modernistas.
O relacionamento com Nazaré Prado influenciou significativamente a vida pessoal de Graça Aranha. Após a morte de sua mãe em 1927, ele passou a viver abertamente com Nazaré, embora não pudessem se casar devido às restrições legais da época. 
O impasse pessoal vivenciado por Graça Aranha entre um casamento formal e um relacionamento afetivo verdadeiro acabou influenciando também sua atuação pública. Ele se tornou um defensor do divórcio no Brasil, posicionando-se contra os limites legais e morais impostos pelas instituições sociais da época. Essa visão crítica da sociedade conservadora aparece também de forma indireta em suas obras literárias, onde questões como liberdade individual, moralidade e crise de valores são temas recorrentes. 
O escritor manteve-se legalmente casado com Maria Genoveva até o fim de sua vida, em 1931, pois o divórcio no Brasil só foi legalizado em 1977. Entretanto, sua convivência nos últimos anos foi ao lado de Nazaré Prado, com quem compartilhava afinidades intelectuais e afetivas. Maria Genoveva viveu mais alguns anos após a morte do escritor, porém permaneceu à margem da vida pública e da história literária associada a ele.

## Obras
- Canaã, 1902
- Malazarte, 1911[8]
- A Estética da Vida, 1921
- Espírito Moderno, 1925
- Futurismo (manifesto de Marinetti e seus companheiros), 1926
- A Viagem Maravilhosa, 1929
- O meu próprio romance, 1931 (texto autobiográfico)
- O manifesto dos mundos sociais, 1935

## ABL
Foi um dos membros fundadores da Academia Brasileira de Letras (ABL) em 1897, ocupando a cadeira número 38. À altura Graça Aranha não havia publicado o seu livro Canaã, o que o torna o único dos fundadores da ABL a nela ingressar sem nenhuma obra publicada, o que contraria o seu estatuto. 

### Rompimento:
Após retornar ao Brasil depois de anos servindo como diplomata na Europa, Graça Aranha se aproximou dos jovens modernistas que buscavam uma renovação na arte brasileira.
Ele participou ativamente da Semana de Arte Moderna de 1922, proferindo a conferência de abertura intitulada "A Emoção Estética na Arte Moderna". Sua presença foi vista como um importante apoio intelectual ao movimento modernista.
Em 1924, Graça Aranha proferiu uma conferência chamada "O Espírito Moderno" na própria ABL. Neste discurso, ele criticou duramente a Academia, acusando-a de ser conservadora, de constranger a livre inspiração e de tolher o jovem talento.
"Se a Academia se desvia desse movimento regenerador, se a Academia não se renova, morra a Academia!".
Pouco tempo depois, em outubro de 1924, Graça Aranha se desligou da ABL por meio de uma carta, formalizando seu rompimento com a instituição que ajudara a fundar. Ele sentia que sua permanência na Academia era incoerente com suas ideias vanguardistas.
Fundou também a escola Graça Aranha em Santa Maria de Jetibá-ES.